# توم فرانتز
توم فرانتز (بالإنجليزية: Tom Frantz)‏ هو مهندس أمريكي، ولد في 9 يوليو 1943.